# Farid Abraham
Farid Fadlow Abraham (* 5. Mai 1937 in Phoenix (Arizona)) ist ein US-amerikanischer Physiker.
Abraham studierte Physik an der University of Arizona mit dem Bachelor-Abschluss 1959 und der Promotion 1962. Als Post-Doktorand war er an der University of Chicago und dem Lawrence Livermore National Laboratory (LLNL). Ab 1966 war er bei IBM in Palo Alto. Ab 1972 war er im IBM-Forschungszentrum in San Jose (IBM Almaden Research Center). 2004 ging er bei IBM in den Ruhestand und war danach bis 2010 am LLNL. Außerdem war er Graham-Perdue Visiting Professor at The University of Georgia.
Abraham befasste sich unter anderem mit der Dynamik von Phasenübergängen erster Ordnung, Thermodynamik und Struktur von Oberflächen und Grenzflächen, Schmelzen in zwei Dimensionen, Dynamik flexibler fester Membrane, nichtlinearer chaotischer Dynamik gekoppelter Oszillatoren, Dynamik von Brüchen in duktilen und spröden Materialien (MAAD Simulationsprojekt, das Kontinuumsmechanik, atomare und elektronische Strukturberechnungen verbindet). Unter anderem untersuchte er die Dynamik der Festigkeitszunahme bei Umformung (work hardening) mit einer Simulation von über einer Milliarde Atome.
Er unterrichtete Computerphysik 1971 (als Consultant Professor) an der Stanford University und während eines Sabbatjahrs 1991/92 an der University of California, Santa Barbara, und war 1994 Sandoval Vallarta Professor an der Universidad Autonoma Metropolitana in Mexiko-Stadt.
Abraham erhielt mehrere Outstanding Technical Achievement Awards von IBM. Er ist Fellow der American Physical Society und stand 2000/2001 deren Sektion Computerphysik vor. Er erhielt einen Humboldt-Forschungspreis.
2004 erhielt er den Aneesur-Rahman-Preis für seine bahnbrechenden Untersuchungen von Bruch, zweidimensionalem Schmelzen und Eigenschaften von Membranen (Laudatio).

## Schriften (Auswahl)
- mit William A. Tiller: An Introduction to Computer Simulation in Applied Science. New York: Plenum Press 1972
- Homogeneous Nucleation Theory: The Pretransition Theory of Vapor Condensation, New York: Academic Press 1974
- mit J. K. Lee, J. A. Barker: Theory and Monte Carlo simulation of physical clusters in the imperfect vapor, Journal of Chemical Physics, Band 58, 1973, S. 3166–3180
- mit D. Henderson, J. A. Barker: The Ornstein-Zernike equation for a fluid in contact with a surface, Molecular Physics, Band 31, 1976, S. 1291–1295
- mit J. A. Barker, D. Henderson: Phase diagram of the two-dimensional Lennard-Jones system; Evidence for first-order transitions, Physica A: Statistical Mechanics and its Applications, Band 106, 1981, S. 226–238
- The phases of two-dimensional matter, their transitions, and solid-state stability: A perspective via computer simulation of simple atomic systems, Physics Reports, Band 80, 1981, S. 340–374
- Computational statistical mechanics methodology, applications and supercomputing, Advances in Physics, Band 35, 1986, S. 1–111
- mit D. Brodbeck, R. A. Rafey, W. E. Rudge: Instability dynamics of fracture: A computer simulation, Phys. Rev. Letters, Band 73, 1994, S. 272–275
- Portrait of a Crack: Rapid Fracture Mechanics Using Parallel Molecular Dynamics, IEEE Computational Science & Engineering,  4, 2, 1997
- mit V. Bulatov, L. Kubin, B. Devincre, S. Yip: Connecting atomistic and mesoscale simulations of crystal plasticity, Nature, Band 391, 1998, S. 669
- mit J. Q. Broughton, N. Bernstein, E. Kaxiras: Spanning the length scales in dynamic simulation, Computers in Physics, Band 12, 1998, S. 538–546
- mit J. Q. Broughton, N. Bernstein, E. Kaxiras: Concurrent coupling of length scales: methodology and application, Phys. Rev. B, Band 60, 1999, S. 2391
- mit H. Gao: How fast can cracks propagate ?, Physical Review Letters, Band 84, 2000, S. 3113–3116
- mit anderen: Dynamically spanning the length scales from the quantum to the continuum,  International Journal of Modern Physics C, Band 11, 2000, S. 1135
- mit anderen: Simulating materials failure by using up to one billion atoms and the world’s fastest computer,  Proceedings of the National Academy of Science, Band 99, 2002, S.  5777.
- mit anderen: How fast can cracks move ? A research adventure in materials failure using millions of atoms and big computers,  Advances In Physics, Band 52, 2003, S. 727
- mit M. J. Buehler, H. Gao: Hyperelasticity governs dynamic fracture at a critical length scale, Nature, Band 426, 2003, S. 141–146
- mit J. Q. Broughton, N. Bernstein, E. Kaxiras: Spanning the continuum to quantum length scales in a dynamic simulation of brittle fracture, Europhysics Letters, Band 44, 2007, S. 783